# Rugby Leonessa 1928 2004-2005

## Super 10 2004-05

### Stagione regolare
| Incontro                   | Andata | Ritorno |
| -------------------------- | ------ | ------- |
| Parma — Leonessa           | 27-22  | 20-17   |
| Leonessa — Benetton        | 10-53  | 5-66    |
| Amatori Catania — Leonessa | 24-16  | 9-16    |
| Leonessa — Petrarca        | 34-34  | 14-16   |
| Calvisano — Leonessa       | 47-16  | 54-7    |
| Leonessa — GRAN Parma      | 25-23  | 24-23   |
| Viadana — Leonessa         | 42-27  | 42-9    |
| Leonessa — L’Aquila        | 25-25  | 25-31   |
| Rovigo — Leonessa          | 28-19  | 6-44    |

#### Risultati della stagione regolare
| Posizione | G  | V | N | P  | PF  | PS  | DP   | B | Pt |
| --------- | -- | - | - | -- | --- | --- | ---- | - | -- |
| 10ª       | 18 | 5 | 1 | 12 | 363 | 568 | -205 | 5 | 27 |

## Coppa Italia 2004-05
| Incontro            | Risultato |
| ------------------- | --------- |
| Parma — Leonessa    | 27-20     |
| Leonessa — Benetton | 19-40     |
| Leonessa — L’Aquila | 24-39     |
| Rovigo — Leonessa   | 27-36     |

### Risultati della prima fase
| Posizione | G | V | N | P | PF | PS  | DP  | B | Pt |
| --------- | - | - | - | - | -- | --- | --- | - | -- |
| 4ª        | 4 | 1 | 0 | 3 | 99 | 133 | -34 | 2 | 6  |

## European Challenge Cup 2004-05

### Turno preliminare
| Incontro            | Andata | Ritorno |
| ------------------- | ------ | ------- |
| Leonessa — Clermont | 0-65   | 6-51    |

## European Shield 2004-05

### Ottavi di finale
| Incontro            | Andata | Ritorno |
| ------------------- | ------ | ------- |
| Bucarest — Leonessa | 18-15  | 21-32   |

### Quarti di finale
| Incontro             | Andata | Ritorno |
| -------------------- | ------ | ------- |
| Worcester — Leonessa | 32-6   | 28-12   |

## Verdetti
- Leonessa retrocessa in serie A.